# Polderdistrict IJsselland
Het Polderdistrict IJsselland was een Nederlandse waterschap in de provincie Gelderland, gelegen in het zuiden van de Achterhoek. Sinds 1742 was er al een voorloper van het waterschap actief, dat zich bezighield met het onderhouden van een deel van de IJsseloever. In 1943 werd het beheer uitgebreid met gronden richting het oosten, die niet tot het Waterschap Baakse Beek dan wel het Waterschap van de Oude IJssel behoorde. De oppervlakte van het gebied was ruim 12.500 hectare. Het waterschap had drie gemalen in bezit.
In 1983 fuseerde het waterschap met het Waterschap Baakse Beek tot Waterschap IJsselland-Baakse Beek.